# Увейс-паша
Уве́йс-паша́ (тур. Üveys Paşa; 1512—1547, Йемен) — османский чиновник. Являлся непризнанным сыном султана Селима І. Был убит в 1547 году в Йемене.

## Биография
Мать Увейса была наложницей султана Селима I, её имя неизвестно. Из-за недисциплинированности она была удалена из гарема; её выдали замуж за высокопоставленного чиновника, как всегда поступали с девушками из гарема султана. Через некоторое время выяснилось, что девушка была беременна и рождённый ребёнок, названный Увейсом, был признан сыном законного супруга его матери. Как писал Гелиболулу Мустафа Али, когда мальчик подрос, султан уверился, что Увейс был его сыном из-за внешнего сходства с ребёнком, благодаря чему Увейс получил хорошее образование. Султан Селим умер в 1520 году, когда Увейсу было восемь лет. Новый султан, Сулейман I, к предполагаемому брату относился с осторожностью и долгое время не давал ему никаких важных должностей. В 1535 году после захвата Багдада Увейс по ходатайству одного из пашей был назначен на должность бейлербея созданного Багдадского эялета. Увейс показал себя неплохим управленцем, чем заслужил доверие султана.
В 1545 году он был переведён на должность бейлербея эялета Йемен, о специфике которого ничего не знал. В итоге он совершил серию грубых ошибок, которые привели к нарушению статус-кво. Он начал с того, что стал угрожать имаму зейдитов Шараф ад-дину, затем вмешался в спор между имамом Шараф ад-дином и его сыном аль-Мутаххаром. В 1546 году Увейс-паша отбил Таиз, захваченный зейдитами. Местные османские чиновники осуждали Увейса, деятельность которого привела к активизации боевых действий. Представители османской администрации в Йемене составили против Увейса заговор.
В 1547 году Увейс решил развить успех и захватить Сану, однако против него уже созрел заговор. В результате один из офицеров, черкес Пехливан Хасан, убил Увейса, когда тот спал в палатке «после ночи пьянства и разврата» во время осады Саны и начал восстание в Йемене, которое впоследствии было подавлено Оздемиром-пашой. Гелиболулу Мустафа Али-эфенди пишет в Künhü'l ahbar (Ali Tarihi), что, узнав о смерти Увейса, султан Сулейман произнёс: «Он был моим братом по отцу».
Сын Увейса-паши, Кул Мехмед-паша, был известным поэтом, также занимал пост сердара, а в 1604 году участвовал в подавлении восстания джелали в Айдыне и в 1605 году стал визирем. В том же году умер в Айдыне.